# Радослава Мавродиева
Радослава Мавродиева е българска състезателка по тласкане на гюле.
Най-добрия си резултат на открито постига през 2018 година в Стара Загора – 18,95 метра, а на закрито през 2019 в Глазгоу – 19,12 метра. На европейското първенство на закрито в Прага през 2015 година печели бронзов медал с резултат 17,83 метра. На европейското първенство на закрито в Белград печели сребърен медал с резултат 18,36 метра.
На олимпийските игри в Лондон през 2012 година не успява да премине квалификациите.
На европейското първенство по лека атлетика в зала в Глазгоу през 2019 година печели златен медал.